# Danh sách di sản thế giới tại Tanzania
Ủy ban Di sản thế giới của UNESCO là nơi có tầm quan trọng trong việc bảo tồn các di sản văn hóa và thiên nhiên của nhân loại được mô tả trong Công ước Di sản thế giới thành lập năm 1972. Tanzania phê chuẩn Công ước trên vào ngày 2 tháng 8 năm 1977, làm cho các di tích văn hóa và tự nhiên của quốc gia này đủ điều kiện để đưa vào danh sách. Tính đến hết năm 2017, Tanzania có tổng cộng 7 di sản thế giới được công nhận, trong đó có 3 di sản văn hóa, 3 thiên nhiên và 1 di sản hỗn hợp (văn hóa và thiên nhiên).
Hai trong số bảy địa điểm trên nằm trong danh sách di sản thế giới bị đe dọa.
Ngoài các địa điểm đã được công nhận, Tanzania cũng hiện có 5 địa điểm nằm trong danh sách dự kiến để xét công nhận trong tương lai.

## Danh sách
Dưới đây là danh sách các di sản thế giới tại Tanzania
Tên Tên theo danh sách của Ủy ban Di sản thế giới
Vị trí Tên vùng, tỉnh hoặc thị trấn gắn liền với di sản đó
Thời kỳ Khoảng thời gian có ý nghĩa quan trọng trong việc hình thành
Số liệu UNESCO: Năm công nhận, tiêu chí di sản đó được liệt kê. Các tiêu chí (i),(ii),(iii),(iv),(v),(vi) là các tiêu chuẩn văn hóa, còn (vii), (vii), (ix), (x) là các tiêu chuẩn tự nhiên
Mô tả: Mô tả ngắn gọn về di sản, lý do được đưa vào danh sách hoặc lý do bị liệt vào danh sách di sản thế giới bị đe dọa (nếu có)
   Di sản nằm trong danh sách bị đe dọa
| Tên                                                         | Hình ảnh | Vị trí            | Thời kỳ                                | Số liệu UNESCO                            | Mô tả | Tham khảo |
| ----------------------------------------------------------- | -------- | ----------------- | -------------------------------------- | ----------------------------------------- | --- | --------- |
| Khu bảo tồn Ngorongoro                                      |          | Arusha            | Hiện đại, 3,6 triệu năm trước          | Hỗn hợp; 1979; (iv),(vii),(viii),(ix),(x) | Khu bảo tồn Ngorongro là một di sản hỗn hợp của thế giới. Khu bảo tồn là nơi có ngọn núi Ngorongoro, miệng núi lửa lớn nhất thế giới và các địa điểm thời tiền sử. Khu vực này cũng là nhà của nhiều động vật hoang dã nguy cấp và nơi sinh sống truyền thống của bộ lạc Maasai. | [ 2 ]     |
| Các tàn tích của Kilwa Kisiwani và tàn tích của Songo Mnara |          | Kilwa Kisiwani    | Thế kỷ 13 tới 16                       | Văn hóa; 1981; (iii)                      | Những tàn tích của các thành phố cảng cổ được xây dựng bởi các nhà cai trị Ả Rập trên bờ biển Đông Phi trong thế kỷ 13. Các tàn tích này bị liệt trong danh sách nguy hiểm do sự suy giảm liên tục của nó bởi các tác động của tự nhiên và con người.                            | [ 3 ]     |
| Vườn quốc gia Serengeti                                     |          | Arusha & Mara     | N/A                                    | Thiên nhiên; 1981; (vii),(x)              | Vườn quốc gia Serengeti là nơi có một trong những nơi có nhiều loài động vật có vú lớn trên thế giới. Cảnh tượng di cư hàng năm của các loài động vật ăn cỏ và săn mồi của các loài ăn thịt là một trong những điểm tham quan ấn tượng nhất trên thế giới.                       | [ 4 ]     |
| Khu bảo tồn thú săn Selous                                  |          | Iringa & Morogoro | N/A                                    | Thiên nhiên; 1982; (ix),(x)               | Khu bảo tồn Selous có diện tích 50.000 km² là nơi nổi bật với thảm thực vật và các loài động vật có vú lớn. Do số lượng chăn thả gia súc gia tăng khiến khu bảo tồn này bị liệt trong danh sách di sản thế giới bị đe dọa.                                                       | [ 5 ]     |
| Vườn quốc gia Kilimanjaro                                   |          | Kilimanjaro       | N/A                                    | Thiên nhiên; 1987; (vii)                  | Vườn quốc gia này bảo vệ khu vực tự nhiên của núi Kilimanjaro, điểm cao nhất ở châu Phi. Ngọn núi quanh năm phủ tuyết được bao quanh bởi những đồng bằng thảo nguyên vô tận. Vườn quốc gia này cũng chứa đựng rất nhiều động vật có vú lớn, một số trong đó cực kỳ nguy cấp.     | [ 6 ]     |
| Thị trấn Đá Zanzibar                                        |          | Zanzibar          | Thời kỳ Buôn bán nô lệ của người Ả Rập | Văn hóa; 2000; (ii),(iii),(vi)            | Thị trấn Đá Zanzibar là một sự kết hợp của nhiều ảnh hưởng văn hoá mà thị trấn đã trải qua trong nhiều thế kỷ. Thành phố cổ vẫn giữ được văn hóa Ả Rập, Ba Tư, Ấn Độ và văn hóa miền biển. Nó cũng là thủ đô văn hoá của nền văn hoá Swahili.                                    | [ 7 ]     |
| Khu nghệ thuật đá Kondoa                                    |          | Kondoa, Dodoma    | Thế kỷ 5                               | Văn hóa; 2006; (iii),(vi)                 | Các địa điểm nghệ thuật đá nằm rải rác khắp thung lũng đã tồn tại ở đó trong hơn 2000 năm. Nghệ thuật đá tại đây mô tả rất nhiều thông tin lịch sử của sự tiến hóa của con người trong thời gian con người săn bắt và hái lượm.                                                  | [ 8 ]     |

## Di sản dự kiến
- Vườn quốc gia Gombe (27/05/1997)
- Khu bảo tồn Jozani - Vịnh Chwaka (27/05/1997)
- Đồi Oldonyo Murwak (27/05/1997)
- Các khu rừng trên Dãy núi Eastern Arc của Tanzania (10/01/2006)
- Trung tâm Nô lệ và Tuyến đường trao đổi Ngà voi từ Ujiji tới Bagamoyo (20/02/2006)